# Thesium hybridum
Thesium hybridum är en sandelträdsväxtart som beskrevs av Günther von Mannagetta und Lërchenau Beck. Thesium hybridum ingår i släktet spindelörter, och familjen sandelträdsväxter. Inga underarter finns listade i Catalogue of Life.